# Домовый волкозуб
Домо́вый волкозу́б (лат. Lycodon aulicus) — вид змей семейства ужеобразных.
Общая длина достигает 51 см. Наблюдается половой диморфизм — самки крупнее самцов. Голова небольшая, заострённая, широкая. Глаза небольшие, зрачки округлые. Туловище стройное. Окраска однотонная — коричневая или серо-коричневая. По туловищу могут проходить белые или желтоватые поперечные полосы.
Любит селиться вблизи человеческого жилья, постоянно встречается в жилых и хозяйственных постройках, не исключая и деловых кварталов больших городов (отсюда название). Это довольно оживлённая и подвижная змея, хорошо лазает по вертикальной поверхности. День проводит в различных трещинах, щелях, под полом или под крышей, а ночью выходит на охоту. Питается гекконами, другими ящерицами, земноводными.
Имеет интересное средство защиты, пользуясь сходством с весьма ядовитой змеей — индийским крайтом.
Это яйцекладущая змея. Самка откладывает 4—11 яиц.
Живёт в Пакистане, Индии, Непале, Мьянме, Таиланде, Индонезии, на острове Шри-Ланка. Иногда встречается в китайской провинции Юньнань. Специально была завезена на остров Маврикий.